# Quảng Trị (provincie)
Quang Tri (Quảng Trị, uitspraak: [hɐː21 tḭɲ35]) is een provincie van Vietnam, de hoofdstad is Đông Hà. De provincie heeft een bevolking van 616.600 (2004).
Quảng Trị was de meest noordelijke provincie van Zuid-Vietnam en grensde aan de gedemilitariseerde zone tussen Noord- en Zuid-Vietnam. Tijdens de Vietnamoorlog is er hevig gevochten op het grondgebied van de provincie en vooral in de westelijke, meer bergachtige districten zijn er nog gebieden met landmijnen of niet-ontplofte munitie.
Meer dan de helft van de actieve bevolking werkt in de landbouw.
In de oostelijke districten Hương Hóa en Đa Krông bestaat meer dan drie kwart van de bevolking uit de etnische groepen van de Vân Kiều en de Pa Ko.

## Districten
- Đông Hà (stad), Quảng Trị (thị xã)
- Cam Lo, Con Co, Da Krong, Gio Linh, Hai Lang, Huong Hoa, Trieu Phong, Vinh Linh

## Galerij

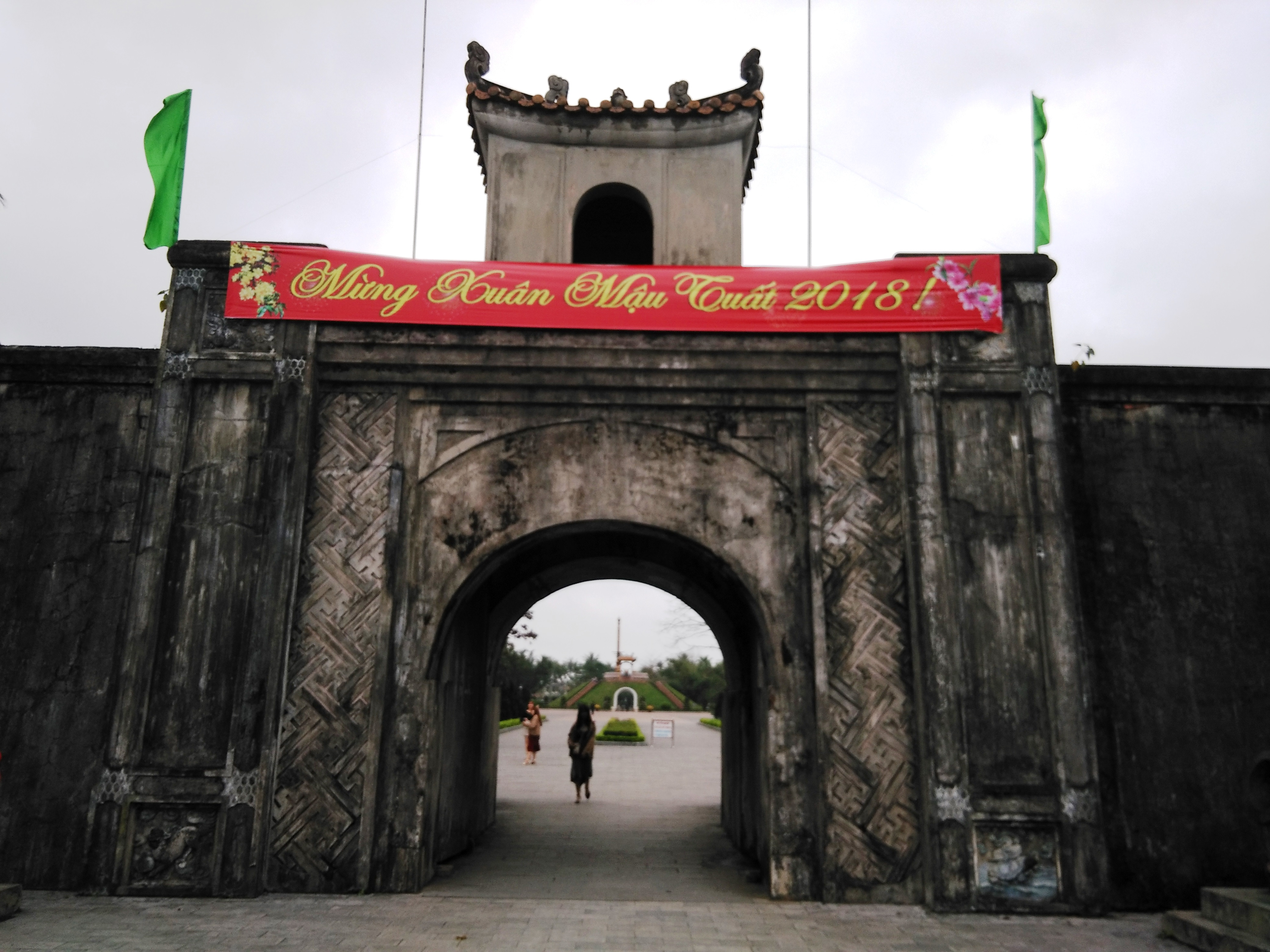
Citadel van Quảng Trị
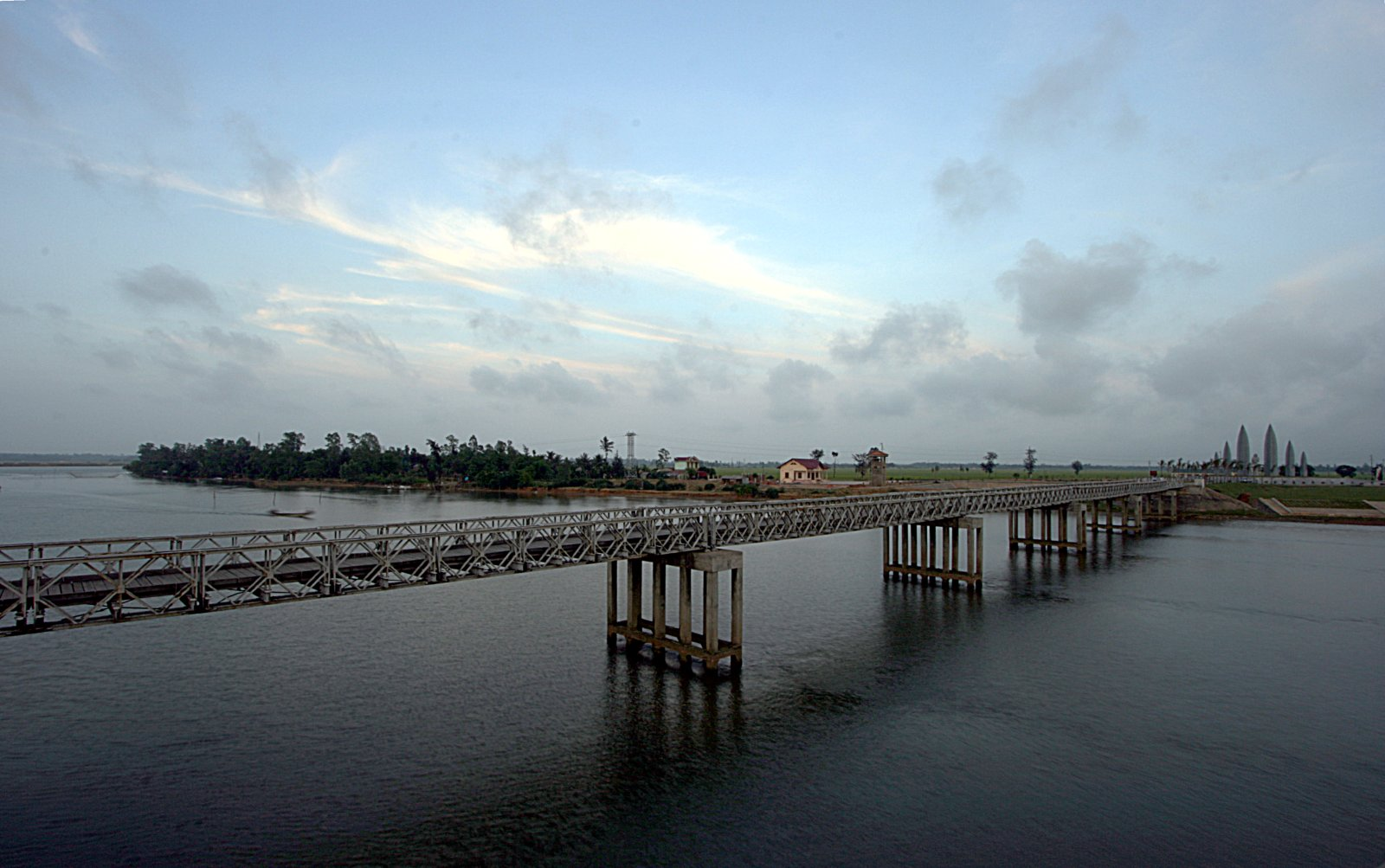
Hien Luong-brug
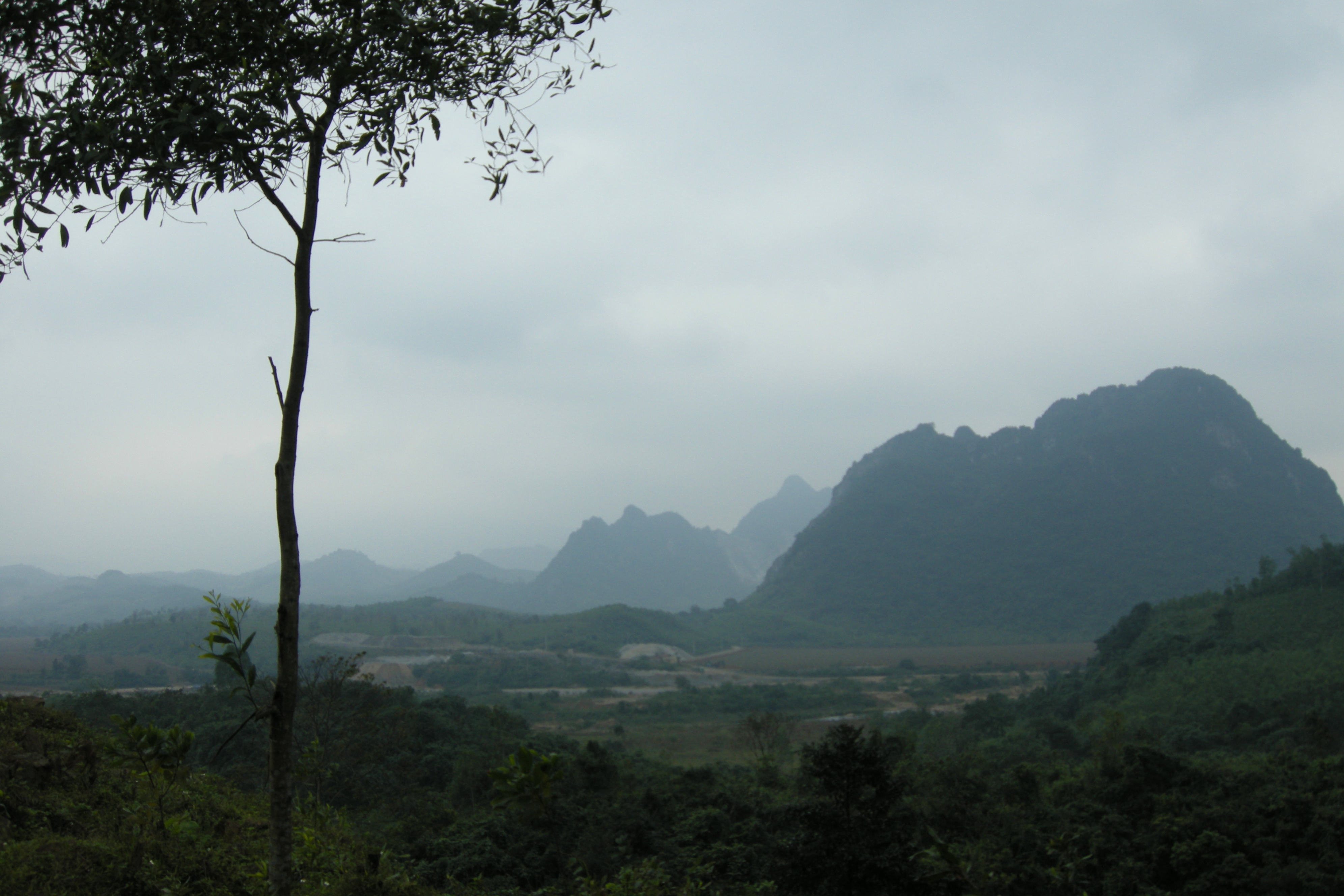
Thon Khe Tri
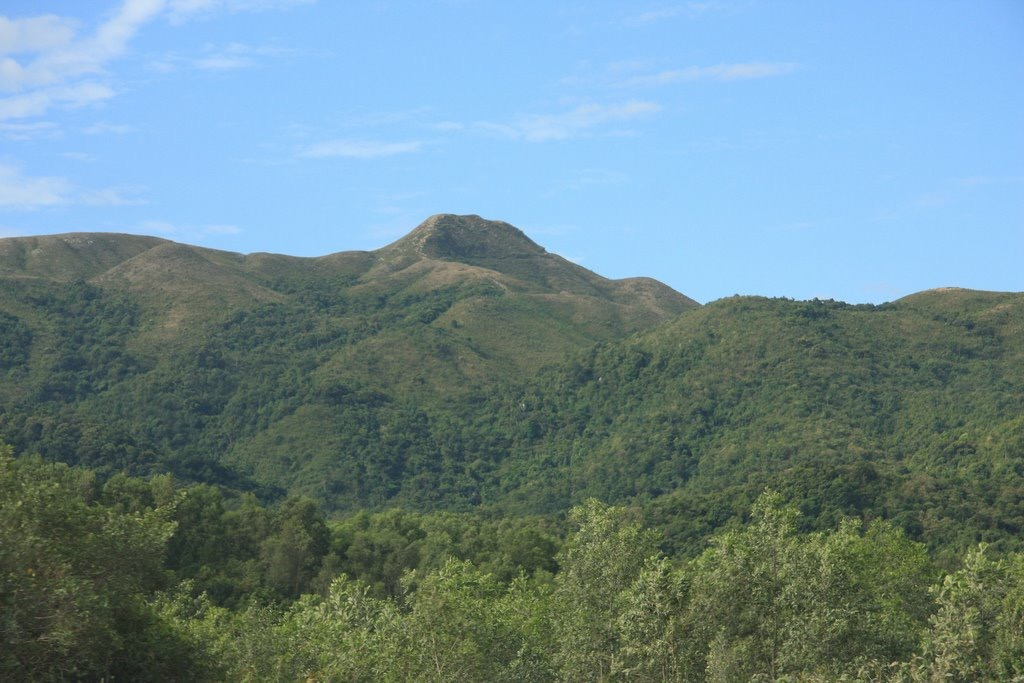
Berg bij Đông Hà
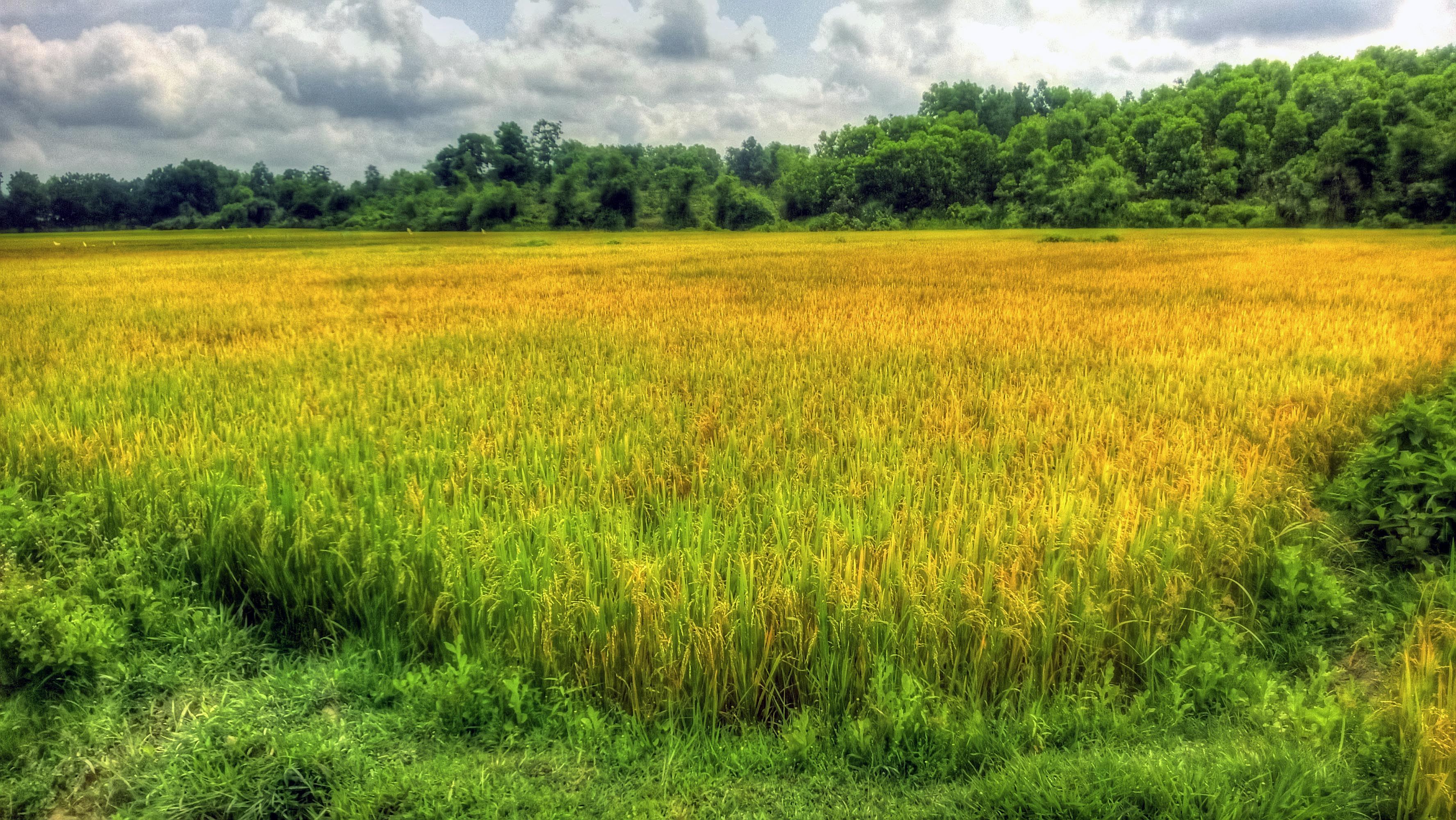
Mỹ Chánh